# 伞座孢菌属
伞座孢菌属（学名：Agaricodochium）也称伞座孢属。是子囊菌门下的一个属。其纲、目、科的地位未定。也有将其划入半知菌丝孢纲丛梗孢目的。该属的油茶伞座孢菌会引起油茶软腐病。

## 下属物种
本属包括以下物种：
- 油茶伞座孢菌 Agaricodochium camelliae X.J.Liu, A.J.Wei & S.G.Fan